# Précy-sous-Thil
Précy-sous-Thil è un comune francese di 786 abitanti situato nel dipartimento della Côte-d'Or nella regione della Borgogna-Franca Contea.

## Società

### Evoluzione demografica
Abitanti censiti